# University of Southampton
University of Southampton – brytyjski uniwersytet publiczny znajdujący się w Southampton, na południowym wybrzeżu Anglii. 
Uczelnia jest członkiem elitarnego stowarzyszenia brytyjskich uniwersytetów nastawionych na badania naukowe o nazwie Russell Group. Uniwersytet został sklasyfikowany w 2013 roku jako jeden ze stu najlepszych na świecie  przez Times Higher Education. W latach 2015/2016 zajął 81. miejsce na świecie w rankingu QS World University Ranking, a w roku 2018 Round University Ranking sklasyfikował go jako 65. najlepszy uniwersytet świata.  Uczelnia słynie głównie z kierunków inżynierskich, w 2010 roku została uznana przez dziennik The Guardian za najlepszą w Wielkiej Brytanii w kategoriach: inżynieryjnej, elektronicznej i elektrycznej.

## Lokalizacja
Główne budynki uniwersytetu mieszczą się w Highfield (Highfield Campus) oraz w kilku innych miejscach w mieście: w okolicach The Avenue (nauki humanistyczne), w Southampton General Hospital oraz przy nadbrzeżu, gdzie mieści się krajowe centrum oceanograficzne (National Oceanography Centre). W Winchesterze swoją siedzibę ma wydział sztuk pięknych (Winchester School of Art).

## Wydziały

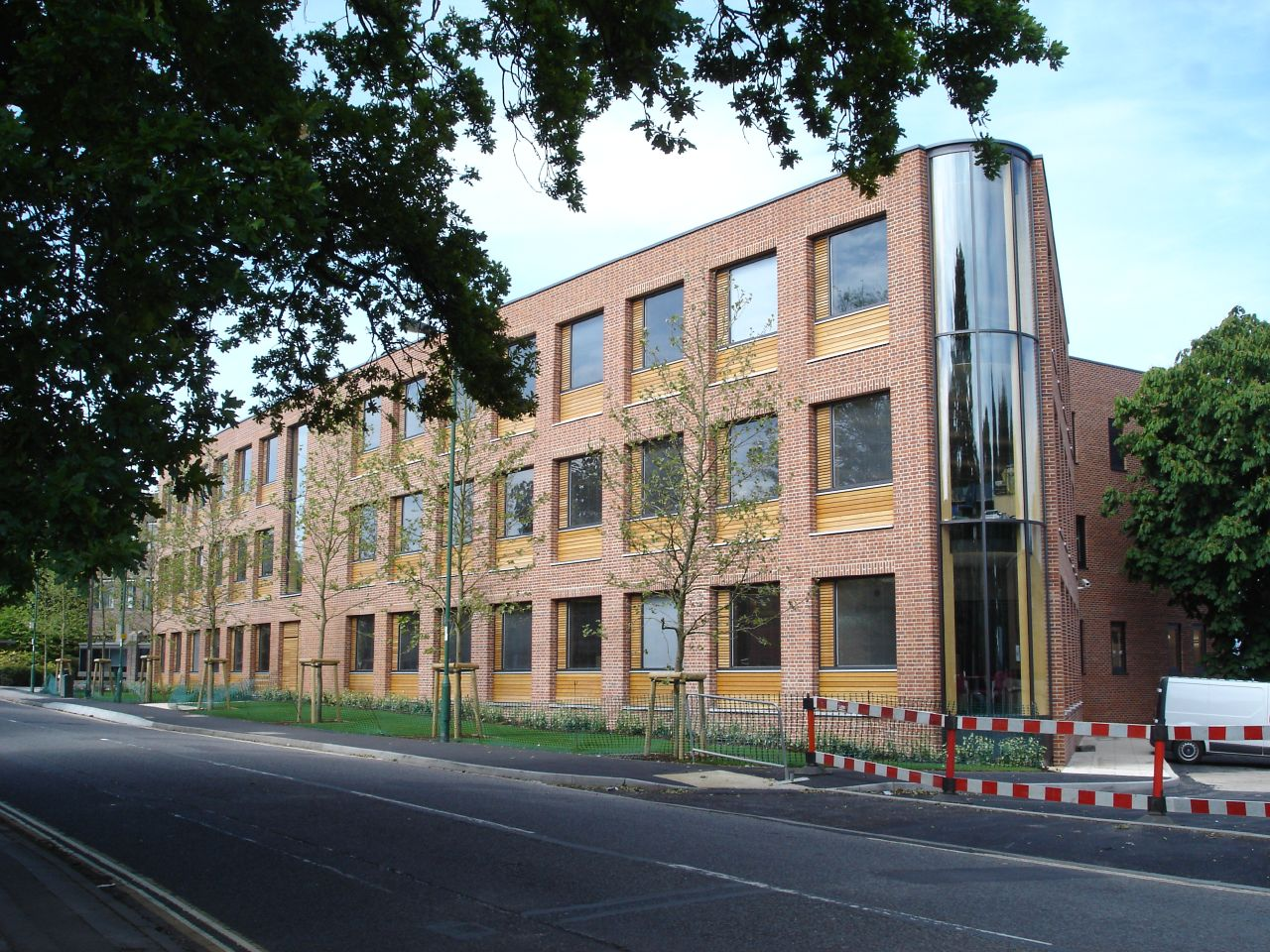
Professional Services, kampus Highfield

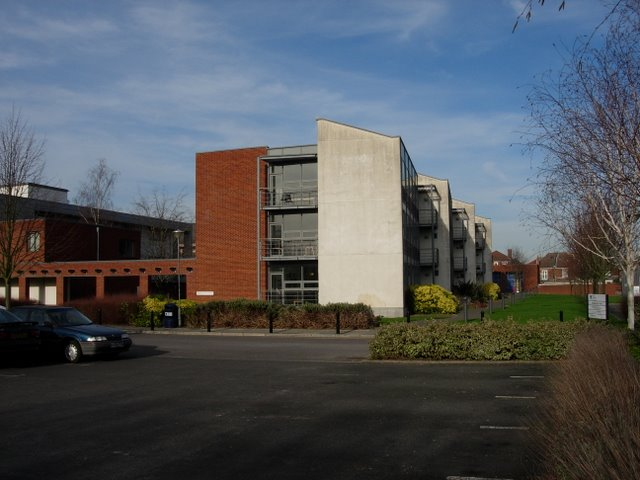
Avenue Campus

- Wydział Biznesu i Prawa (Faculty of Business and Law)
  - Wydział Prawa (School of Law)
  - Wydział Sztuk Pięknych Winchester (Winchester School of Arts)
  - Wydział Zarządzania (School of Management)
- Wydział Inżynierii i Środowiska (Faculty of Engineering and the Environment)
  - Wydział Inżynierii Budowlanej i Środowiska (School of Civil Engineering and the Environment)
  - Wydział Nauk Inżynieryjnych (School of Engineering Sciences)
  - Instytut Badań nad Dźwiękiem i Wibracjami (Institute of Sound and Vibration Research)
- Wydział Nauk o Zdrowiu (Faculty of Health Sciences)
  - Wydział Nauk o Zdrowiu (School of Health Sciences)
- Wydział Humanistyki (Faculty of Humanities)
  - Wydział Humanistyki (School of Humanities)
- Wydział Medyczny (Faculty of Medicine)
  - Wydział Medyczny (School of Medicine)
- Wydział Nauk Przyrodniczych i o Środowisku (Faculty of Natural and Environmental Sciences)
  - Wydział Nauk Biologicznych (School of Biological Sciences)
  - Wydział Chemii (School of Chemistry)
  - Narodowe Centrum Oceanografii w Southampton (National Oceanography Centre, Southampton)
  - Wydział Oceanografii i Nauk o Ziemi (School of Ocean and Earth Science)
- Wydział Nauk Fizycznych i Stosowanych (Faculty of Physical and Applied Sciences)
  - Wydział Elektroniki i Informatyki (School of Electronics and Computer Science)
  - Centrum Badań Optoelektronicznych (Optoelectronics Research Centre)
  - Wydział Fizyki i Astronomii (School of Physics and Astronomy)
- Wydział Nauk Społecznych i o Człowieku (Faculty of Social and Human Sciences)
  - Wydział Edukacji (School of Education)
  - Wydział Geografii (School of Geography)
  - Wydział Matematyki (School of Mathematics)
  - Wydział Psychologii (School of Psychology)
  - Wydział Nauk Społecznych (School of Social Sciences)
  - Instytut Badawczy Nauk Statystycznych Southampton (Southampton Statistical Sciences Research Institute)

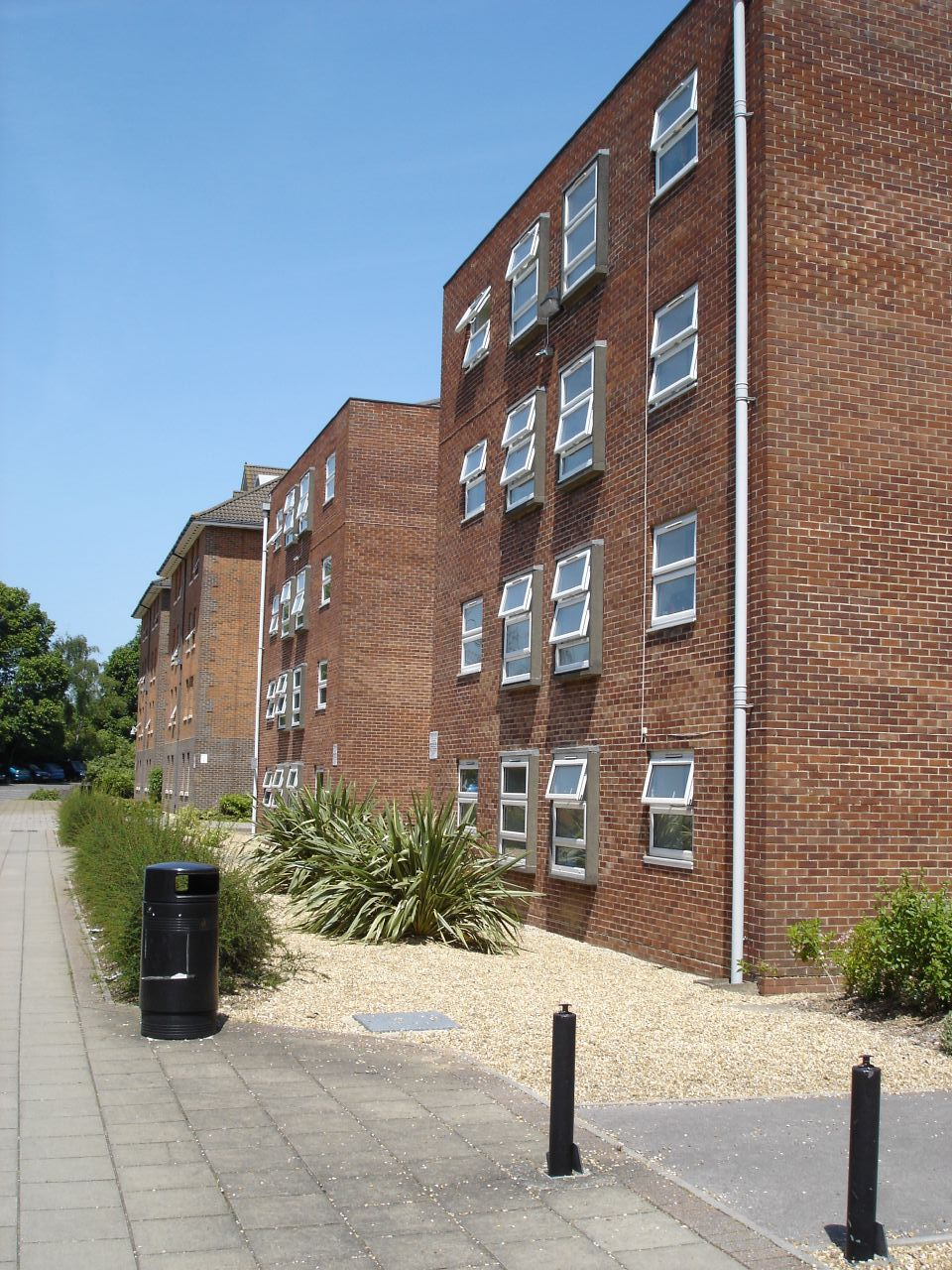
Akademiki przy Wessex Lane

## Akademiki
Uniwersytet zapewnia zakwaterowanie wszystkim studentom pierwszego roku, którzy nie mieszkają w Southampton. Jednoosobowe pokoje są zróżnicowane pod względem standardu - od podstawowych ze wspólnym węzłem sanitarnym na korytarzu, przez standardowe z umywalką do najwyższego standardu pokojów z własną łazienką.
Każdy większy kompleks akademików posiada pokój wspólny służący do spotkań towarzyskich i wspólnej nauki oraz bar dostępny na miejscu.
Cztery główne kompleksy akademików to: 
- Mayflower Halls
- Glen Eyre Halls, składający się z: Chamberlain Hall, Hartley Grove, Chancellors' Courts, New Terrace, Old Terrace, South Hill Lodges, Richard Newitt Courts, Brunei House, Beechmount House, Gower building, Small Halls, zawierające Bencraft Court
- Wessex Lane Halls, składający się z: Connaught Hall, Montefiore 1, 2, 3 i 4, South Stoneham House
- Archers Road i Small Halls składające się z: Highfield Hall, Bencraft Court, Erasmus Park (Winchester School of Art), Gateley Hall, Romero Hall, Shaftesbury Avenue Apartments, St. Margaret's House, Tasman Court